# Оленівка (Мелітопольський район)
Оле́нівка — село в Україні, у Мелітопольському районі Запорізької області. Входить до складу Мирненської селищної громади. Населення становить 94 осіб.

## Географія
Село Оленівка знаходиться на правому березі річки Арабка, вище за течією на відстані 4 км розташоване село Астраханка, на протилежному березі — село Тихонівка. На річці ставок площею 71,3 га.

## Населення

### Мова
Розподіл населення за рідною мовою за даними перепису 2001 року:
| Мова       | Кількість | Відсоток |
| ---------- | --------- | -------- |
| російська  | 84        | 89.36%   |
| українська | 10        | 10.64%   |
| Усього     | 94        | 100%     |

## Історія
- 1849 — дата заснування.
- З 1922 по 1932 рік називалося Комуна ім. Петровського.
- До 2017 року орган місцевого самоврядування — Новопилипівська сільська рада.